# Tinta vermelha de Falu

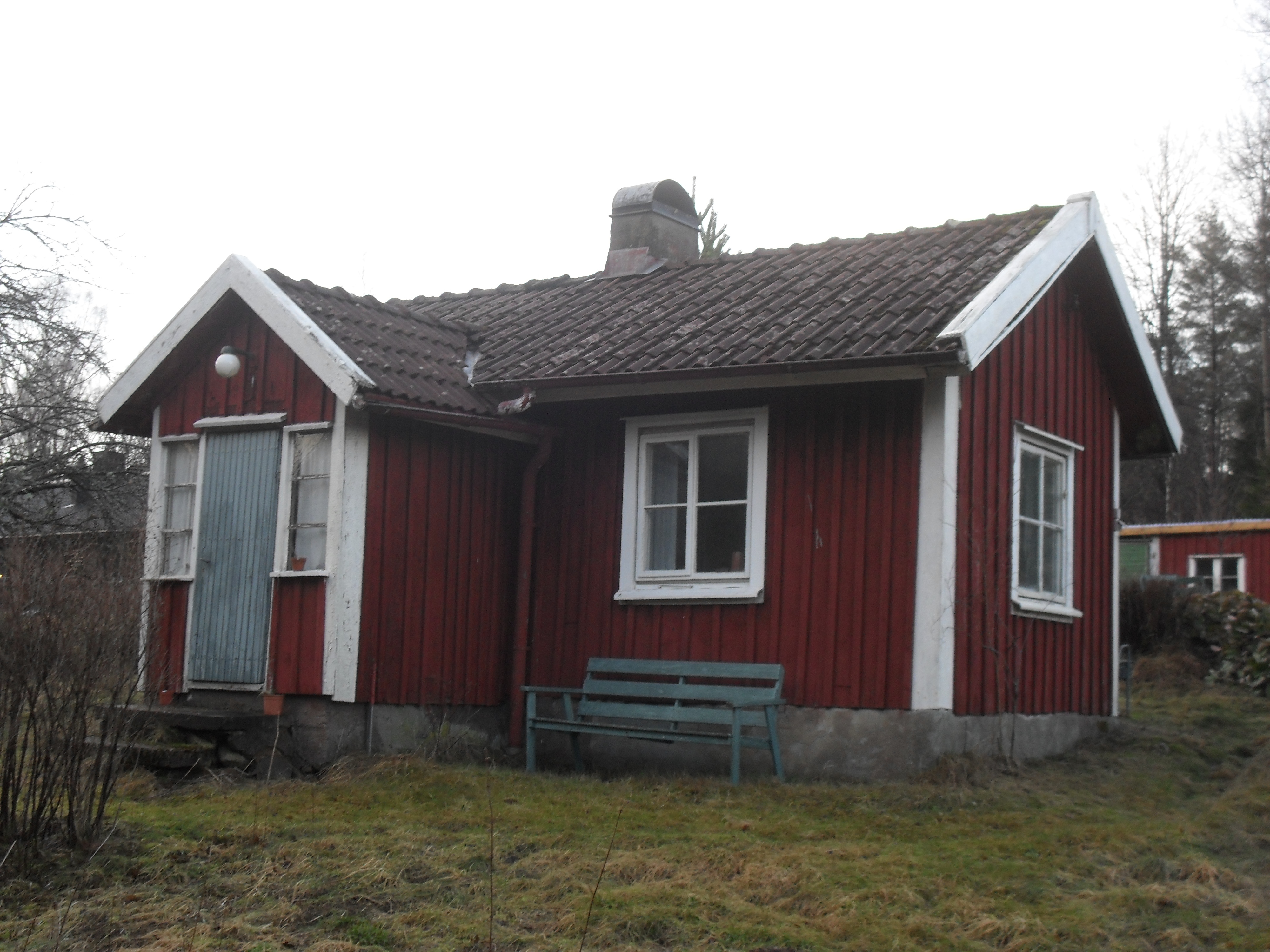
Casa tradicional sueca em Attorp

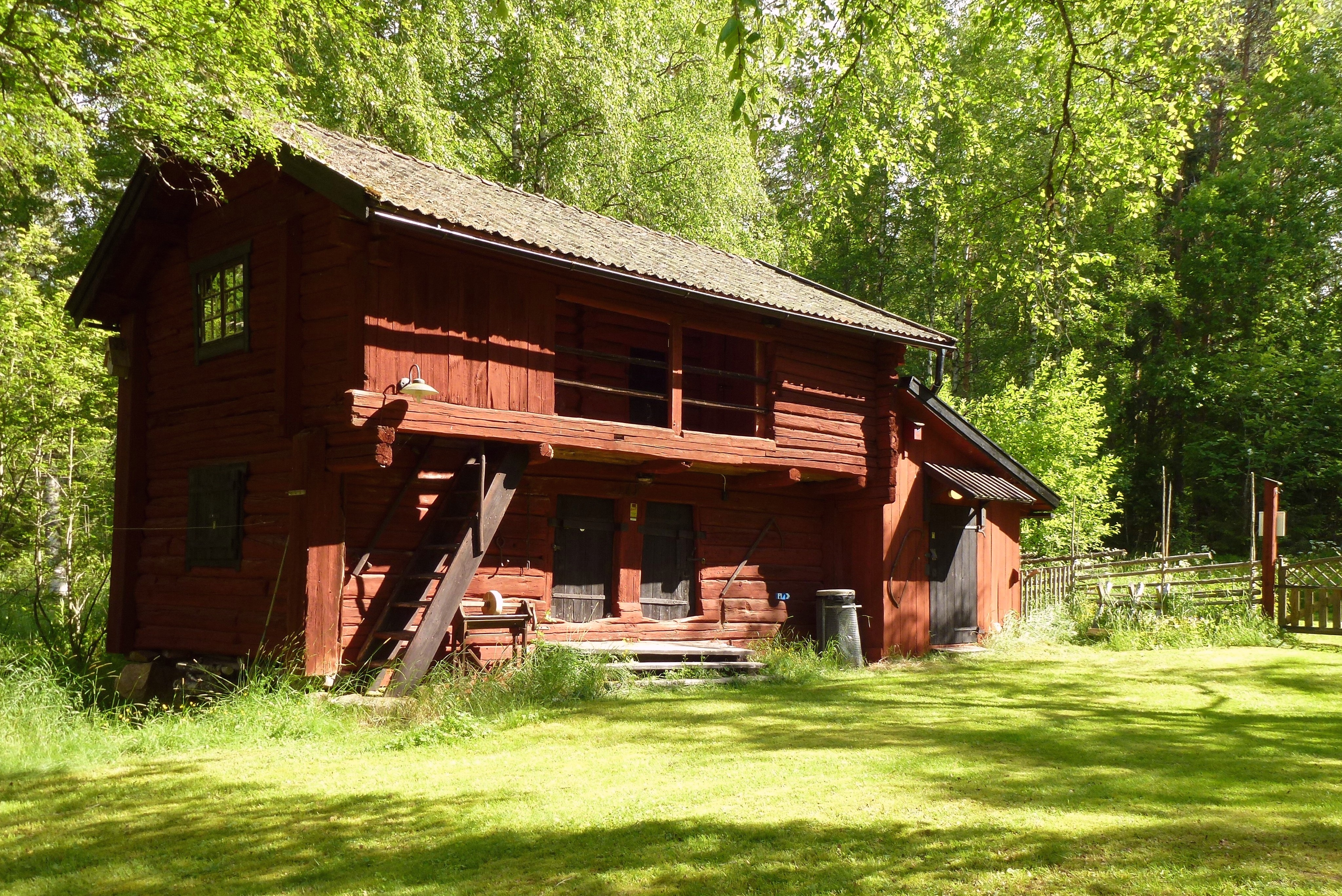
Casa tradicional antiga da Suécia em Stenberget.

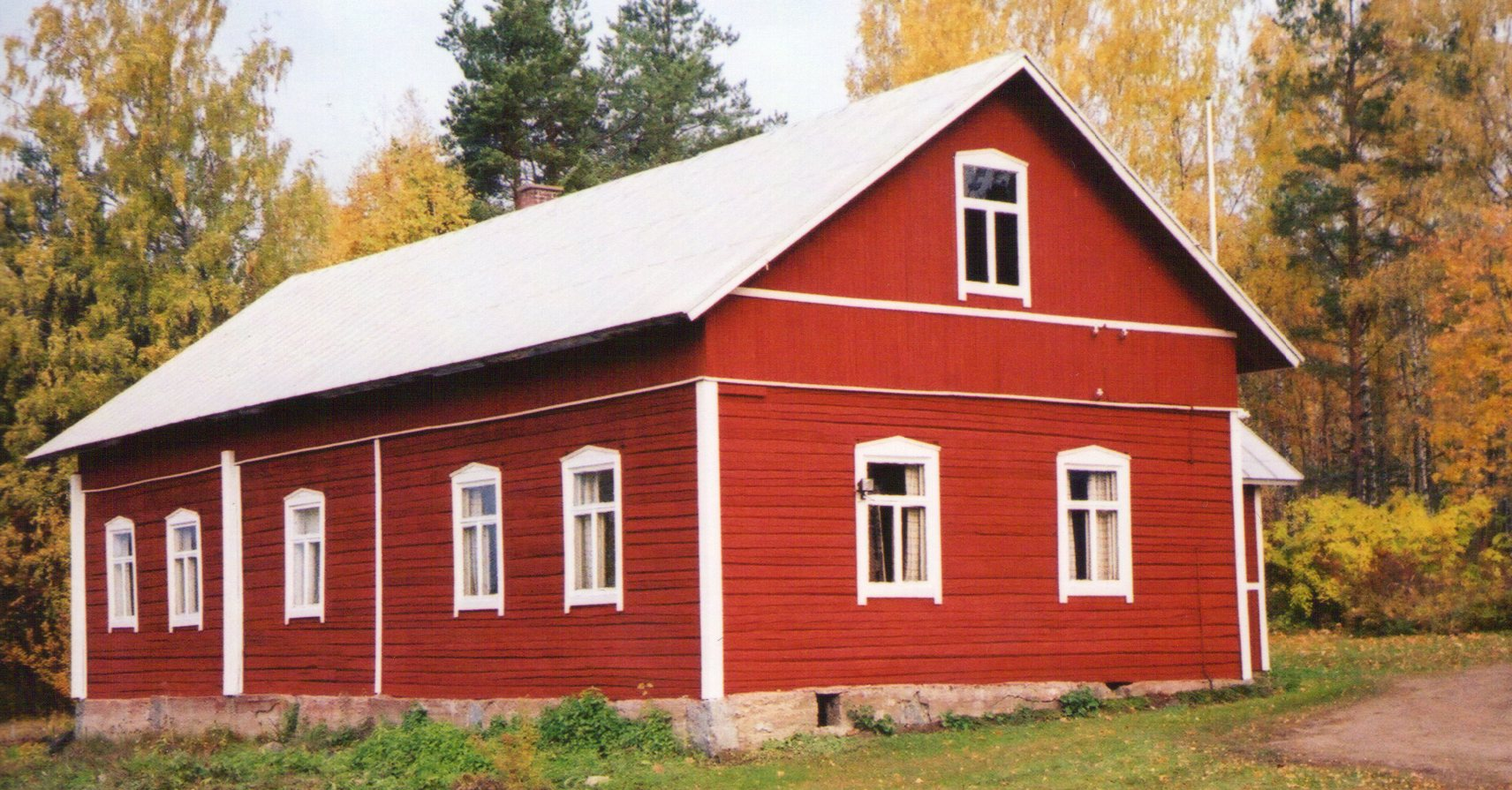
Casa tradicional antiga da Finlândia.

A tinta vermelha de Falu (em sueco: Falu rödfärg ou Faluröd;  PRONÚNCIA) é uma tinta feita com pigmento vermelho, recuperado na Mina de cobre de Falun, da província histórica da Dalecárlia, na Suécia. Devido às suas propriedades conservadoras da madeira, muitas casas tradicionais suecas são pintadas com esta tinta. É feita a partir do aquecimento de óxidos de ferro juntamente com farinha de centeio ou de trigo e sulfato de ferro.

## Receita
Existem inúmeras variações nas quantias ou na lista de ingredientes. É uma pintura cozida, ou seja, terá que aquecer os ingredientes e monitorizar a sua cozedura em lume brando. É sempre preparada em grandes quantidades, para obter a mesma tonalidade, num recipiente que é aquecido no fogão ou no fogo de lenha. Pode ser usada no dia seguinte, já fria, a primeira mão diluída com 20 % de água, a secunda, não diluída, 24 horas depois.
- 50 litros de água
- 2 Kg de sulfato de ferro
- 4 Kg de farinha centeio (ou trigo)
- 8 Kg de ocre vermelho ou pigmento Falun.

Aquecer 40 litros de água num bidão metálico. Com os restantes 10 litros de água, dilua a farinha de centeio que servirá de aglutinante. Adicione o sulfato de ferro à água quente (atua como mordente e fungicida). Despeje a farinha de centeio diluída na água quente. Cozinhe tudo, mexendo sempre, até a mistura ficar pegajosa. Por fim adicione o ocre vermelho que servirá de pigmento e cozinhe mexendo até a tinta ficar homogénea.
Nesta forma, a tinta deve ser utilizada muito rapidamente, geralmente no dia seguinte. É reversível, o que significa que amolece se for molhado e endurece novamente quando seca, e é suscetível de ser lavada sob chuva forte.

### Com óleo de linhaça (mais resistente)
Adicione 3 litros de óleo de linhaça durante a cozedura, antes do pigmento e continue cozinhando como acima indicado. O óleo de linhaça melhora a fixação na madeira lisa (aplainada) e limita a tendência ao desbotamento, mas aumenta o preço. Se quiser conservar a tinta por algumas semanas, adicione 70 gramas de sal.

## Cor
|      | Vermelho de Falun | Vermelho claro de Falun |
| HTML | #7C342B           | #8B3B23                 |